# Blotiella hieronymi
Blotiella hieronymi là một loài thực vật có mạch trong họ Dennstaedtiaceae. Loài này được (Kümmerle) Pic. Serm. miêu tả khoa học đầu tiên năm 1983.